# Alstom Traxx
De Alstom Traxx, voor 2021 verkocht onder de naam Bombardier TRAXX, is een familie van elektrische en diesel-elektrische locomotieven, gebouwd sinds 1998 door Bombardier Transportation in Kassel (Duitsland) voor spoorwegmaatschappijen in onder andere Nederland, Duitsland, Zwitserland en Luxemburg. TRAXX is een merknaam van Bombardier en is de afkorting van "locomotives platform for Transnational Railway Applications with eXtreme fleXibility" en werd door dat bedrijf zelf steeds in hoofdletters geschreven.

## Geschiedenis
In de jaren negentig gaf de Deutsche Bundesbahn aan de industrie opdracht voor de ontwikkeling van nieuwe locomotieven ter vervanging van oudere locomotieven van het type 103, 151, 111, 181.2 en 120. Hierop presenteerde AEG Hennigsdorf in 1994 het Prototype 12X die later als 145 door ADtranz te Kassel werd gebouwd. Uit dit prototype ontstond een groot aantal varianten.
Op 11 mei 2011 werd bekend dat Bombardier tijdens de Messe Transport Logistic van 10 tot 13 mei 2011 in München een locomotief van het type TRAXX AC met Last-Mile-Diesel had voorgesteld. Met deze elektrische locomotief maakt een diesel-aggregaat het mogelijk om met name goederenwagens te plaatsen op sporen waar geen bovenleiding aanwezig is. Deze locomotief werd gepresenteerd als Baureihe 187.

## Constructie en techniek
De locomotief heeft een stalen frame. De tractieinstallatie is uitgerust met driefasenspanning en heeft driefasige asynchrone motoren in de draaistellen. Iedere motor drijft een as aan.

## Overzicht
Bombardier benoemt de verschillende versies volgens onderstaand schema:
- gebruik: F (Freight) / H (Heavy Haul) / P (Passenger) / S (High Speed)
- snelheid (in km/h): 140 / 160 (bij de eigenlijke TRAXX staat de 140 voor tramophanging, de 160 voor Hohlwellen-aandrijving
- aandrijving: AC (wisselspanning) / DC (gelijkspanning) / MS (Mehrsystem) / DE (diesel-elektrisch), ME (Multi Engine)
- variant: P (Power Head) / 1 / 2

Overzicht van geleverde locomotieven:
| Eigenaar                                           | Serie               | Type                            | Opmerkingen                                                                               |
| -------------------------------------------------- | ------------------- | ------------------------------- | ----------------------------------------------------------------------------------------- |
| Deutsche Bahn AG                                   | BR 145              | Baureihe 145                    | (behoort niet tot TRAXX-familie)                                                          |
| Deutsche Bahn AG                                   | BR 146.0            | TRAXX P 160 AC                  |                                                                                           |
| Deutsche Bahn AG                                   | BR 146.1            | TRAXX P 160 AC1                 |                                                                                           |
| Deutsche Bahn AG                                   | BR 146.2            | TRAXX2 P 160 AC2                |                                                                                           |
| Deutsche Bahn AG                                   | BR 146.5            | TRAXX2 P 160 AC2                | bestemd voor IC dubbeldekstreinen                                                         |
| Deutsche Bahn AG                                   | BR 185.0            | TRAXX F 140 AC                  |                                                                                           |
| Deutsche Bahn AG                                   | BR 185.2            | TRAXX2 F 140 AC2                |                                                                                           |
| Deutsche Bahn AG                                   | BR 186              | TRAXX2E F 140 MS2               |                                                                                           |
| Deutsche Bahn AG                                   | BR 187              | TRAXX3 F 160 AC2                | TRAXX AC met Last-Mile-Diesel                                                             |
| Deutsche Bahn AG                                   | BR 245              | TRAXX2E P 160 DE ME             | uitgerust met 4 kleinere dieselmotoren ("ME" = Multi Engine)                              |
| Particuliere maatschappijen en Leasemaatschappijen | BR 145-CL           | TRAXX P 140 AC                  |                                                                                           |
| Particuliere maatschappijen en Leasemaatschappijen | BR 146-CL           | TRAXX P 160 AC TRAXX2 P 160 AC2 |                                                                                           |
| Particuliere maatschappijen en Leasemaatschappijen | BR 185-CL           | TRAXX F 140 AC TRAXX2 F 140 AC2 |                                                                                           |
| Particuliere maatschappijen en Leasemaatschappijen | BR 186-CL           | TRAXX2E F 140 MS2               |                                                                                           |
| Particuliere maatschappijen en Leasemaatschappijen | BR 187              | TRAXX3 F 160 AC2                | TRAXX AC met Last-Mile-Diesel                                                             |
| Particuliere maatschappijen en Leasemaatschappijen | BR 246              | TRAXX2E P 160 DE                |                                                                                           |
| Particuliere maatschappijen en Leasemaatschappijen | BR 285              | TRAXX2E F 140 DE                |                                                                                           |
| Schweizerische Bundesbahnen                        | Re 481              | TRAXX P 140 AC                  |                                                                                           |
| Schweizerische Bundesbahnen                        | Re 482              | TRAXX F 140 AC TRAXX2 F 140 AC2 |                                                                                           |
| Schweizerische Bundesbahnen                        | Re 484              | TRAXX2 F 140 MS                 |                                                                                           |
| BLS AG                                             | Re 485              | TRAXX F 140 AC                  |                                                                                           |
| BLS AG                                             | Re 486              | TRAXX2E F 140 MS2               |                                                                                           |
| NS International, voorheen NS Hispeed              | 186 001-019 020-045 | TRAXX F140 MS2                  | 45 stuks, geleased van Akiem                                                              |
| NS International, voorheen NS Hispeed              | 186 111-122         | TRAXX F140 MS2                  | 12 geleased van Alpha Trains (ATC)                                                        |
| NMBS                                               | HLE 28              | TRAXX F140 MS2                  | geleased van Alpha Trains (ATC)                                                           |
| NMBS                                               | HLE 29              | TRAXX F140 MS2                  | geleased van Alpha Trains (ATC)                                                           |
| Chemins de Fer Luxembourgeois                      | BR 4000             | TRAXX F 140 AC                  |                                                                                           |
| SNCF Fret                                          | BB 76000            | TRAXX2 F 140 DE                 | nooit in dienst genomen; bestelling afgelast en reeds geleverde locomotieven doorverkocht |
| Trenitalia                                         | E 405               |                                 |                                                                                           |
| Trenitalia                                         | E 412               | TRAXX F 140 DC                  |                                                                                           |
| Trenitalia                                         | E 464               | TRAXX P 160 DC                  |                                                                                           |
| Trenitalia                                         | E 483               | TRAXX F 140 DC                  |                                                                                           |
| Hector Rail                                        | BR 241              | TRAXX2 F 140 AC2                |                                                                                           |
| Green Cargo                                        | Re                  | TRAXX2 F 140 AC2                |                                                                                           |
| CargoNet                                           | CE 119              | TRAXX2 F 140 AC2                | geleased van Alpha Trains (ATC)                                                           |
| Renfe                                              | 253                 | TRAXX2E F 140 DC                | (breedspoor)                                                                              |
| Malmtrafikk (MTAB)                                 | IORE                | TRAXX H 80 AC                   |                                                                                           |
| Israel Railways                                    |                     | TRAXX P 160 AC3                 | 62 stuks, optie: 32                                                                       |

### Nummers F 140 MS
De locomotieven van het type F 140 MS en F 140 MS2 zijn als volgt genummerd.
| Lijst van de Baureihe 186.1 … 186.9 |                     |                                                   |                                                                                    |
| Nummer                              | Eigenaar            | UIC nummer                                        | Opmerkingen                                                                        |
| ----------------------------------- | ------------------- | ------------------------------------------------- | ---------------------------------------------------------------------------------- |
| 186 001 - 186 045                   | NS                  | 91 84 1186 YYY - X NL-NS (YYY = locomotiefnummer) | Zie NS Hispeed 186 voor het hoofdartikel over dit onderwerp.                       |
| 186 101-2                           | Railpool            | 91 80 61 86 101-2 D-Rpool                         | verhuurd aan BLS Cargo                                                             |
| 186 102-0                           | Railpool            | 91 80 61 86 102-0 D-Rpool                         | Verhuurd aan LTE Logistics & Transport                                             |
| 186 103-8                           | Railpool            | 91 80 61 86 103-8 D-Rpool                         | verhuurd aan BLS Cargo                                                             |
| 186 104-6                           | Railpool            | 91 80 61 86 104-6 D-Rpool                         | verhuurd aan BLS Cargo                                                             |
| 186 105-3                           | Railpool            |                                                   | verhuurd aan BLS Cargo                                                             |
| 186 106-1                           | Railpool            |                                                   | verhuurd aan BLS Cargo                                                             |
| 186 107-9                           | Railpool            |                                                   | verhuurd aan BLS Cargo                                                             |
| 186 108-7                           | Railpool            |                                                   | verhuurd aan BLS Cargo                                                             |
| 186 109-5                           | Railpool            |                                                   | verhuurd aan BLS Cargo, onderverhuurd aan Captrain                                 |
| 186 110-3                           | Railpool            | 91 80 61 86 110-3 D-Rpool                         | verhuurd aan BLS Cargo                                                             |
| 186 111 - 122                       | ATC                 |                                                   | Zie NS Hispeed 186 voor het hoofdartikel over dit onderwerp.                       |
| 186 123-6                           | ATC                 | 91 88 71 86 123-6 B-RTX                           | Verhuurd aan Railtraxx                                                             |
| 186 124 - 125                       | ATC                 |                                                   | Zie HLE 28 (Bombardier) voor het hoofdartikel over dit onderwerp.                  |
| 186 126-9                           | ATC                 | 91 51 62 70 000-8 PL-PKPC                         | verhuurd aan PKP Cargo als EU43-001                                                |
| 186 127-7                           | ATC                 | 91 51 62 70 001-6 PL-PKPC                         | verhuurd aan PKP Cargo als EU43-002                                                |
| 186 128-5                           | ATC                 | 91 51 62 70 002-4 PL-PKPC                         | verhuurd aan PKP Cargo als EU43-003                                                |
| 186 129-3                           | ATC                 | 91 80 61 86 129-3 D-BTK                           | verhuurd aan OHE, Arriva                                                           |
| 186 130-1                           | ATC                 | 91 80 61 86 130-1 D-DB                            | verhuurd aan DB Fernverkehr                                                        |
| 186 131-9                           | ATC                 |                                                   | verhuurd aan PKP Cargo als EU43-004                                                |
| 186 132-7                           | ATC                 |                                                   | verhuurd aan PKP Cargo als EU43-005                                                |
| 186 133-5                           | ATC                 |                                                   | verhuurd aan OHE, Arriva                                                           |
| 186 134-3                           | ATC                 |                                                   | verhuurd aan PKP Cargo als EU43-006                                                |
| 186 135-0                           | ATC                 |                                                   | verhuurd aan DB Fernverkehr, Personalschulung DB                                   |
| 186 136-8                           | CB Rail             | 91 80 61 86 136-8 D-BTK                           | verhuurd aan Lotos Kolej                                                           |
| 186 137-6                           | CB-Rail             | 91 80 61 86 137-6 D-BTK                           | verhuurd aan Lotos Kolej                                                           |
| 186 138-4                           | CB-Rail             |                                                   | verhuurd aan ITL                                                                   |
| 186 139-2                           | CB-Rail             | 91 80 61 86 139-2 D-BTK                           | verhuurd aan Lotos Kolej                                                           |
| 186 140-0                           | CB-Rail             |                                                   | verhuurd aan ITL                                                                   |
| 186 141-8                           | Railpool            | 91 80 61 86 141-8 D-Rpool                         | verhuurd aan Lotos Kolej                                                           |
| 186 142-6                           | MacquarieRail       | 91 80 61 86 142-6 D-NS                            | verhuurd aan NS Reizigers                                                          |
| 186 143-4                           | Railpool            | 91 80 61 86 143-4 D-Rpool                         | verhuurd aan Lotos Kolej                                                           |
| 186 144-2                           | MacquairieRail      | 91 84 11 86 144-2 D-NS                            | verhuurd aan NS Reizigers                                                          |
| 186 145-9                           | Railpool            | 91 80 61 86 145-9 D-Rpool                         | verhuurd aan Lotos Kolej                                                           |
| 186 146-7                           | Railpool            | 91 80 61 86 146-7 D-Rpool                         | verhuurd aan Lotos Kolej                                                           |
| 186 147-5                           | Railpool            | 91 80 61 86 147-5 D-Rpool                         | verhuurd aan HSL Logistik GmbH                                                     |
| 186 148-3                           | MacquarieRail       | 91 80 61 86 148-3 D-NS                            | verhuurd aan NS Reizigers                                                          |
| 186 149-1                           | MacquarieRail       | 91 80 61 86 149-1 D-NS                            | verhuurd aan NS Reizigers                                                          |
| 186 150-9                           | MacquarieRail       | 91 80 61 86 150-9 D-XRAIL                         | verhuurd aan Crossrail                                                             |
| 186 151-7                           | CB Rail             |                                                   |                                                                                    |
| 186 161-6                           | Euro Cargo Rail SAS |                                                   |                                                                                    |
| 186 162-4                           | Euro Cargo Rail SAS |                                                   |                                                                                    |
| 186 163-2                           | Euro Cargo Rail SAS | 91 80 61 86 163-2 D-ECR                           |                                                                                    |
| 186 164-0                           | Euro Cargo Rail SAS | 91 80 61 86 164-0 D-ECR                           |                                                                                    |
| 186 165-7                           | Euro Cargo Rail SAS |                                                   |                                                                                    |
| 186 166-5                           | Euro Cargo Rail SAS | 91 80 61 86 166-5 D-ECR                           |                                                                                    |
| 186 167-3                           | Euro Cargo Rail SAS | 91 80 61 86 167-3 D-ECR                           |                                                                                    |
| 186 168-1                           | Euro Cargo Rail SAS | 91 80 61 86 168-1 D-ECR                           |                                                                                    |
| 186 169-9                           | Euro Cargo Rail SAS | 91 80 61 86 169-9 D-ECR                           |                                                                                    |
| 186 170-7                           | Euro Cargo Rail SAS | 91 80 61 86 170-7 D-ECR                           |                                                                                    |
| 186 171-5                           | Euro Cargo Rail SAS | 91 80 61 86 171-5 D-ECR                           |                                                                                    |
| 186 172-3                           | Euro Cargo Rail SAS | 91 80 61 86 172-3 D-ECR                           |                                                                                    |
| 186 173-1                           | Euro Cargo Rail SAS |                                                   |                                                                                    |
| 186 174-9                           | Euro Cargo Rail SAS | 91 80 61 86 174-9 D-ECR                           |                                                                                    |
| 186 175-6                           | Euro Cargo Rail SAS | 91 80 61 86 175-6 D-ECR                           |                                                                                    |
| 186 176-4                           | Euro Cargo Rail SAS | 91 80 61 86 176-4 D-ECR                           |                                                                                    |
| 186 177-2                           | Euro Cargo Rail SAS | 91 80 61 86 177-2 D-ECR                           |                                                                                    |
| 186 178-0                           | Euro Cargo Rail SAS | 91 80 61 86 178-0 D-ECR                           |                                                                                    |
| 186 179-8                           | Euro Cargo Rail SAS |                                                   |                                                                                    |
| 186 180-6                           | Euro Cargo Rail SAS |                                                   |                                                                                    |
| 186 181-4                           | Railpool            | 91 80 61 86 181-4 D-Rpool                         | Verhuurd aan HSL Logistik                                                          |
| 186 182-2                           | Railpool            | 91 80 61 86 182-2 D-Rpool                         | verhuurd aan DB Cargo                                                              |
| 186 183-0                           | Railpool            | 91 80 61 86 183-0 D-Rpool                         | verhuurd aan NMBS (2861)                                                           |
| 186 184-8                           | Captrain            |                                                   |                                                                                    |
| 186 185-5                           | Captrain            |                                                   |                                                                                    |
| 186 186-3                           | Captrain            |                                                   |                                                                                    |
| 186 187-1                           | Railpool            | 91 80 61 86 187-1 D-Rpool                         | Verhuurd aan Captrain                                                              |
| 186 196 - 235                       | ATC                 |                                                   | Zie HLE 28 (Bombardier) voor het hoofdartikel over dit onderwerp.                  |
| 186 236-6                           | MacquarieRail       | 91 80 61 86 236-6 D-NS                            | verhuurd aan NS Reizigers                                                          |
| 186 237-4                           | MacquarieRail       | 91 80 61 86 237-4 D-NS                            | verhuurd aan NS Reizigers, onderverhuurd aan NMBS (2845)                           |
| 186 238-2                           | MacquarieRail       | 91 80 61 86 238-2 D-NS                            | verhuurd aan NS Reizigers                                                          |
| 186 239-0                           | MacquarieRail       | 91 80 61 86 239-0 D-NS                            | verhuurd aan NS Reizigers                                                          |
| 186 240-8                           | MacquarieRail       | 91 80 61 86 240-8 D-NS                            | verhuurd aan NS Reizigers                                                          |
| 186 241-6                           | ATC                 |                                                   | DB Fernverkehr                                                                     |
| 186 242-4                           | ATC                 | 91 80 61 86 242-4 D-BTK                           |                                                                                    |
| 186 243-2                           | ATC                 | 91 80 61 86 243-2 D-BTK                           |                                                                                    |
| 186 245-7                           | ATC                 | 91 80 61 86 245-7 D-BTK                           |                                                                                    |
| 186 246-5                           | ATC                 | 91 80 61 86 246-5 D-BTK                           |                                                                                    |
| 186 247-3                           | ATC                 | 91 80 61 86 247-3 D-BTK                           |                                                                                    |
| 186 248-1                           | ATC                 | 91 80 61 86 248-1 D-BTK                           |                                                                                    |
| 186 249-9                           | ATC                 | 91 80 61 86 249-9 D-BTK                           |                                                                                    |
| 186 250-7                           | ATC                 | 91 80 61 86 250-7 D-BTK                           |                                                                                    |
| 186 251-5                           | Railpool            | 91 80 61 86 251-5 D-Rpool                         | verhuurd aan Rurtalbahn Cargo                                                      |
| 186 255-6                           | Railpool            | 91 80 61 86 255-6 D-Rpool                         | Verhuurd aan Lineas                                                                |
| 186 271-3                           | Railpool            | 91 80 61 86 271-3 D-Rpool                         | verhuurd aan HSL Logistik GmbH                                                     |
| 186 281-2                           | Railpool            | 91 80 61 86 281-2 D-Rpool                         | verhuurd aan Lokomotion                                                            |
| 186 282-0                           | Railpool            | 91 80 61 86 282-0 D-Rpool                         |                                                                                    |
| 186 283-8                           | Railpool            | 91 80 61 86 283-8 D-Rpool                         |                                                                                    |
| 186 284-6                           | Railpool            | 91 80 61 86 284-6 D-Rpool                         |                                                                                    |
| 186 285-3                           | Railpool            | 91 80 61 86 285-3 D-Rpool                         |                                                                                    |
| 186 286-1                           | Railpool            | 91 80 61 86 286-1 D-Rpool                         | oorspronkelijk genummerd als 186 911                                               |
| 186 289-5                           | Railpool            | 91 80 61 86 289-5 D-Rpool                         | Verhuurd aan Metrans Rail                                                          |
| 186 291-1                           | Railpool            | 91 80 61 86 291-1 D-Rpool                         | geleased aan Lineas, gebruikt door Train Charter Services voor de European Sleeper |
| 186 292-9                           | Railpool            | 91 80 61 86 292-9 D-Rpool                         | Verhuurd aan Rurtalbahn                                                            |
| 186 293-7                           | Railpool            | 91 80 61 86 293-7 D-Rpool                         | Verhuurd aan Lineas                                                                |
| 186 294-5                           | Railpool            | 91 80 61 86 294-5 D-Rpool                         | Verhuurd aan Captrain                                                              |
| 186 295-2                           | Railpool            | 91 80 61 86 295-2 D-Rpool                         | Verhuurd aan Captrain, beschadigd bij botsing op graafmachine in Deurne (NL)       |
| 186 296-0                           | Railpool            | 91 80 61 86 296-0 D-Rpool                         | Verhuurd aan Captrain                                                              |
| 186 297-8                           | Railpool            | 91 80 61 86 297-8 D-Rpool                         | Verhuurd aan Rurtalbahn                                                            |
| 186 298-6                           | Railpool            | 91 80 61 86 298-6 D-Rpool                         | Verhuurd aan LTE Netherlands                                                       |
| 186 299-4                           | Railpool            | 91 80 61 86 299-4 D-Rpool                         |                                                                                    |
| 186 300-0                           | Railpool            | 91 80 61 86 300-0 D-Rpool                         | Verhuurd aan LTE Netherlands                                                       |
| 186 321-6                           | DB Schenker Rail    | 91 80 61 86 321-6 D-DB                            |                                                                                    |
| 186 322-4                           | DB Schenker Rail    | 91 80 61 86 322-4 D-DB                            |                                                                                    |
| 186 323-2                           | DB Schenker Rail    | 91 80 61 86 323-2 D-DB                            |                                                                                    |
| 186 346-3                           | ATC                 | 91 80 61 86 346-3 D-BTK                           |                                                                                    |
| 186 347-1                           | ATC                 | 91 80 61 86 347-1 D-BTK                           |                                                                                    |
| 186 349-7                           | ATC                 | 91 80 61 86 349-7 D-BTK                           |                                                                                    |
| 186 350-5                           | ATC                 | 91 80 61 86 350-5 D-BTK                           |                                                                                    |
| 186 421-4                           | Railpool            | 91 80 61 86 421-4 D-Rpool                         | Verhuurd aan Rurtalbahn                                                            |
| 186 422-2                           | Railpool            | 91 80 61 86 422-2 D-Rpool                         | Verhuurd aan Rurtalbahn                                                            |
| 186 423-0                           | Railpool            | 91 80 61 86 423-0 D-Rpool                         | Verhuurd aan Rurtalbahn                                                            |
| 186 424-8                           | Railpool            | 91 80 61 86 424-8 D-Rpool                         | Verhuurd aan NMBS (2863)                                                           |
| 186 425-5                           | Railpool            | 91 80 61 86 425-5 D-Rpool                         | Verhuurd aan Rurtalbahn                                                            |
| 186 426-3                           | Railpool            | 91 80 61 86 426-3 D-Rpool                         | Verhuurd aan Captrain, heeft nog een LTE logo                                      |
| 186 427-1                           | Railpool            | 91 80 61 86 427-1 D-Rpool                         | Verhuurd aan LTE Netherlands                                                       |
| 186 428-9                           | Railpool            | 91 80 61 86 428-9 D-Rpool                         | Verhuurd aan Rurtalbahn                                                            |
| 186 429-7                           | Railpool            | 91 80 61 86 429-7 D-Rpool                         | Verhuurd aan Transchem Sp.                                                         |
| 186 430-5                           | Railpool            | 91 80 61 86 430-5 D-Rpool                         | Verhuurd aan Transchem Sp.                                                         |
| 186 431-3                           | Railpool            | 91 80 61 86 431-3 D-Rpool                         | Verhuurd aan VTG Rail                                                              |
| 186 432-1                           | Railpool            | 91 80 61 86 432-1 D-Rpool                         | Verhuurd aan Unipetrol Doprava                                                     |
| 186 433-9                           | Railpool            | 91 80 61 86 433-9 D-Rpool                         | Verhuurd aan Metrans Rail                                                          |
| 186 434-7                           | Railpool            | 91 80 61 86 434-7 D-Rpool                         | Verhuurd aan HSL Logistik GmbH                                                     |
| 186 435-4                           | Railpool            | 91 80 61 86 435-4 D-Rpool                         | Verhuurd aan Lokomotion                                                            |
| 186 436-2                           | Railpool            | 91 80 61 86 436-2 D-Rpool                         | Verhuurd aan Lokomotion                                                            |
| 186 437-0                           | Railpool            | 91 80 61 86 437-0 D-Rpool                         | Verhuurd aan Lokomotion                                                            |
| 186 438-8                           | Railpool            | 91 80 61 86 438-8 D-Rpool                         |                                                                                    |
| 186 445-3                           | Railpool            | 91 80 61 86 445-3 D-Rpool                         |                                                                                    |
| 186 455-2                           | Railpool            | 91 80 61 86 455-5 D-Rpool                         | Verhuurd aan KRE                                                                   |
| 186 456-0                           | Railpool            | 91 80 61 86 456-0 D-Rpool                         | Verhuurd aan KRE                                                                   |
| 186 457-8                           | Railpool            | 91 80 61 86 457-8 D-Rpool                         | Verhuurd aan Captrain                                                              |
| 186 458-6                           | Railpool            | 91 80 61 86 458-6 D-Rpool                         | Verhuurd aan Captrain                                                              |
| 186 459-4                           | Railpool            | 91 80 61 86 459-4 D-Rpool                         | Verhuurd aan Captrain                                                              |
| 186 901-5                           | CB Rail             |                                                   | verhuurd aan Crossrail, oorspronkelijk genummerd als 186 151                       |
| 186 902-3                           | CB Rail             |                                                   | verhuurd aan Crossrail                                                             |
| 186 903-1                           | CB Rail             |                                                   | verhuurd aan Crossrail                                                             |
| 186 904-9                           | CB Rail             |                                                   | verhuurd aan Crossrail                                                             |
| 186 905-6                           | CB Rail             |                                                   | verhuurd aan Crossrail                                                             |
| 186 906-4                           | CB Rail             |                                                   | verhuurd aan Crossrail, Linea Smart Ways beplakt                                   |
| 186 907-2                           | CB Rail             |                                                   | verhuurd aan Crossrail                                                             |
| 186 908-0                           | CB Rail             |                                                   | verhuurd aan Crossrail, Linea Smart Ways beplakt                                   |
| 186 909-8                           | CB-Rail             |                                                   | verhuurd aan Crossrail, Linea Smart Ways beplakt                                   |
| 186 910-6                           | CB-Rail             |                                                   | verhuurd aan Crossrail, Linea Smart Ways beplakt                                   |

## Ontwikkeling

### 145 en 146.0
De TRAXX werd ontwikkeld uit het prototype 128 001, ontworpen door AEG en Henschel in 1994, bij de competitie voor een opvolger voor de Einheitslokomotiven van de Deutsche Bundesbahn. Net zoals het prototype 127 001 van concurrent Krauss-Maffei had de 128 001 een driefasige wisselstroommotor, gebaseerd op de serie 120 van de Deutsche Bahn.
Uit het prototype 128 001 werd de serie 145 ontwikkeld, met een order van 80 locomotieven voor de Deutsche Bahn, die vanaf 1997 werden gebouwd door Adtranz. Zes gelijkaardige locomotieven werden verkocht aan de Zwitserse private spoorwegonderneming Mittelthurgaubahn als Re 486, die werd overgenomen door de SBB, die de locomotieven als Re 481 inzette in Duitsland. Intussen werden de locomotieven verkocht aan MRCE, die ze op zijn beurt weer verhuurde aan HGK.
In de tussentijd werd ook bij DB Regio de vraag groter voor een nieuwe bestelling locomotieven voor het trekken van dubbeldeksrijtuigen met een snelheid tot 160 km/u. De Baureihe 145 was maar geschikt tot 140 km/u. Een aantal locomotieven van de Baureihe 145 werden omgebouwd voor hogere snelheden, maar dit was niet langer vol te houden, waardoor de Deutsche Bahn bij Bombardier een nieuwe bestelling plaatste voor een aangepaste 145, die het reeksnummer 146.0 meekreeg. In 2001 en 2002 werden in totaal 31 van deze locomotieven aan DB geleverd.

## TRAXX

### F 140 AC

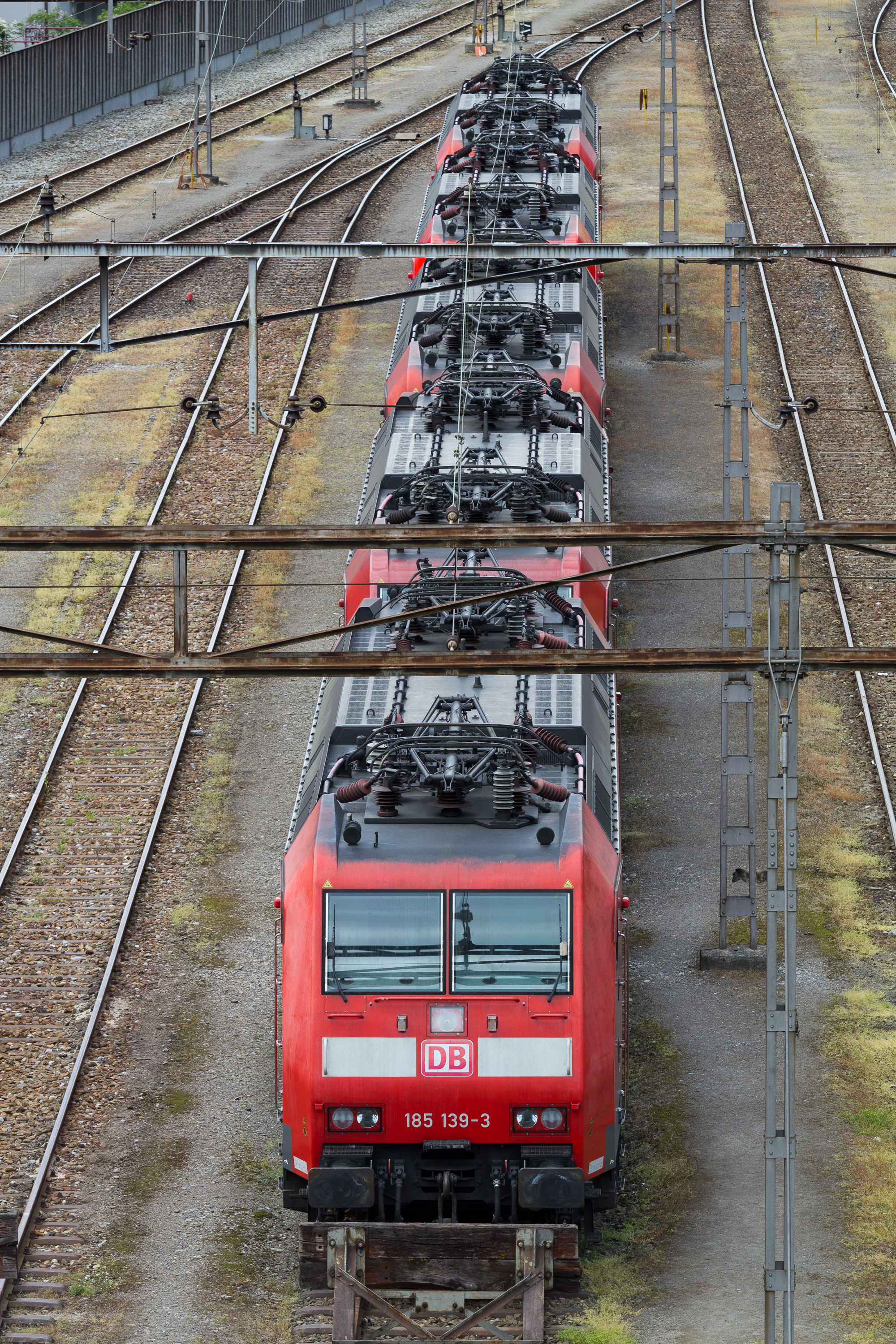
5 x DB BR 185 in Erstfeld, Zwitserland

Bij de uitbreiding van de internationale activiteiten van Railion (toen nog een dochteronderneming van DB Cargo) kwam de vraag voor een meerspanningslocomotief om ook onder 25kV bovenleiding te kunnen rijden in Denemarken, Luxemburg en Frankrijk. Bombardier ontwikkelde de F140AC, die het reeksnummer 185 mee kreeg. Deutsche Bahn annuleerde de optie op nieuwe locomotieven van de reeks 145 en plaatste een nieuwe order voor 80 locomotieven van de reeks 185.
Hoewel het niet de krachtigste locomotief op de markt is stak hij toch met kop en schouders boven de toenmalige concurrenten uit. De SBB bestelde 35 locomotieven bij Bombardier (Re 482) en BLS plaatste een order van 20 locomotieven (Re 485).
Door de CFL werd een speciale reeks besteld. Deze locs lijken in veel opzichten op de Baureihe 185 van de DB, maar werden verder nog uitgerust met een pakket voor personenverkeer, vergelijkbaar met de Baureihe 146. In Luxemburg rijden deze locomotieven als CFL 4000.
Verschillende van deze locomotieven werden aangekocht door leasingmaatschappijen zoals Angel Trains en MRCE, die de locomotieven o.a. verhuren aan ITL Benelux, Rail4chem, OHE en TX Logistik.
Ook Verkehrsbetriebe Peine-Salzgitter GmbH bezit 2 van deze machines.

### P 160 AC
Tussen 2003 en 2005 werd een nieuwe bestelling van de P 160 AC1 aan de Deutsche Bahn geleverd. Deze locomotieven zijn een aangepaste versie van de reeks 185, maar uitsluitend voor 15 kV bovenleidingsspanning. Bij de Deutsche Bahn werden deze locomotieven als de reeks 146.1 aangeduid. 32 locomotieven zijn in gebruik bij de Deutsche Bahn en 10 locomotieven zijn in gebruik bij de private spoorwegonderneming metronom Eisenbahngesellschaft.

### F 140 MS
De eerste locomotieven van de TRAXX 2-subfamilie werden geleverd aan SBB Cargo, een bestelling van 21 locomotieven, die de nummering Re 484 van de SBB kregen. Deze locs zullen vooral het goederenverkeer tussen Zwitserland en Italië verzorgen.
Deze locomotieven zijn meerspanningslocomotieven voor 15 kV wisselspanning in Zwitserland en 3 kV gelijkspanning in Italië, maar zijn technisch ook uitgerust voor 25 kV wisselspanning en 1,5 kV gelijkspanning, om elders in Europa te rijden, doch niet voorzien van de juiste veiligheidssystemen.
Vijf andere locs van dit type (E 484.9) werden geleverd aan MRCE, die ze verhuurt aan Crossrail (901-902) en aan SBB Cargo Italia (903-905).
Overzicht van op dit moment rijdende locomotieven zie: Nummers F 140 MS
Deze locomotief werd verder ontwikkeld als F 140 MS2.

### F 140 DC
Uit de meerspanningslocomotief F 140 MS werd een gelijkspanningsloc ontwikkeld voor gebruik in Italië. Deze locomotieven zijn ook bekend onder het reeksnummer E 483. Angel Trains plaatste een bestelling van 20 locomotieven, en Nordcargo bestelde 8 locomotieven.

## TRAXX 2
De TRAXX 2 is een doorontwikkeling van de TRAXX-reeksen met als voornaamste wijziging een nieuwe carrosserie die voldoet aan de nieuwere en strenge crashtestnormen. Een andere vernieuwing zijn de reeksen met IGBT-omvormers.

### F 140 AC2
Beginnend met het loc-nummer 185 201 werden ook de locomotieven voor Railion in deze vernieuwde configuratie afgeleverd. Opnieuw werden 200 locomotieven besteld bij Bombardier. Deze werden in Duitsland genummerd in de Baureihe 185.2.
De door Bombardier als prototype gebouwde locomotief 185 561 werd door SBB Cargo hernummerd naar Re 482 035. Deze werd gevolgd door een bestelling van nog 14 locomotieven.
Dit type locomotief is uiteraard ook in dienst bij verschillende leasingmaatschappijen, die ze aan verschillende maatschappijen in Europa doorverhuren. De locomotieven worden genummerd vanaf het nummer 185 562. In detail werden volgende aantallen geleverd: 11 voor MRCE, 27 voor Alpha Trains, 11 voor CB Rail en 2 voor Eurocom. Allco heeft 12 locs besteld.
CargoNet huurt van Alpha Trains tien locomotieven van dit type als El. 19.
Een aantal private spoorwegondernemingen hebben eigen locomotieven gekocht bij Bombardier: ITL (1), Hector Rail (10) als 241 en Havelländische Eisenbahn (hvle) (1). Het Zweedse Green Cargo huurt 6 locs van DB Schenker Rail Scandinavia A/S en heeft 16 locs als type Re besteld.

### P 160 AC2
Een derde reeks van Baureihe 146 werd bij Bombardier besteld, volgens het type P 160 AC2. Deze werd bij de Deutsche Bahn genummerd als reeks 146.2. Deze verschilt van de reeks 146.1, zoals ook de reeks 185.2 van de reeks 185.1 verschilt. DB Regio plaatste een bestelling van 51 stuks.
Verschillende andere lokale Duitse spoorwegmaatschappijen hebben gelijkaardige locomotieven: 17 bij Metronom en 4 bij de Nord-Ostsee-Bahn.
De Hongaars spoorwegmaatschappij Magyar Államvasutak (MAV maakt bekend 25 locomotieven van het type TRAXX P 160 AC2 met een optie van nog eens 25 locomotieven te hebben besteld. De eerste locomotieven worden vanaf eind 2011 geleverd. De locomotieven worden voor het binnenlands personenvervoer en het internationaal goederenvervoer waaronder naar Duitsland ingezet.

## TRAXX 2E
In tussentijd werd het TRAXX-platform door Bombardier opnieuw onder handen genomen. Er kwam één carrosserie voor zowel de diesel- als de elektrische variant. In het midden van de machine kwam een open ruimte om ofwel een dieselmotor, ofwel een elektrische omvormer in te bouwen. Daardoor kunnen defecte locomotieven sneller aan wisselstukken geraken. Ook de aandrijving en de draaistellen werden hertekend, zodat met de tramophanging nu ook een snelheid tot 160 km/u mogelijk is, waardoor ook personenvervoer mogelijk werd. Desondanks blijft de typebenaming F 140 behouden.

### F 140 MS2

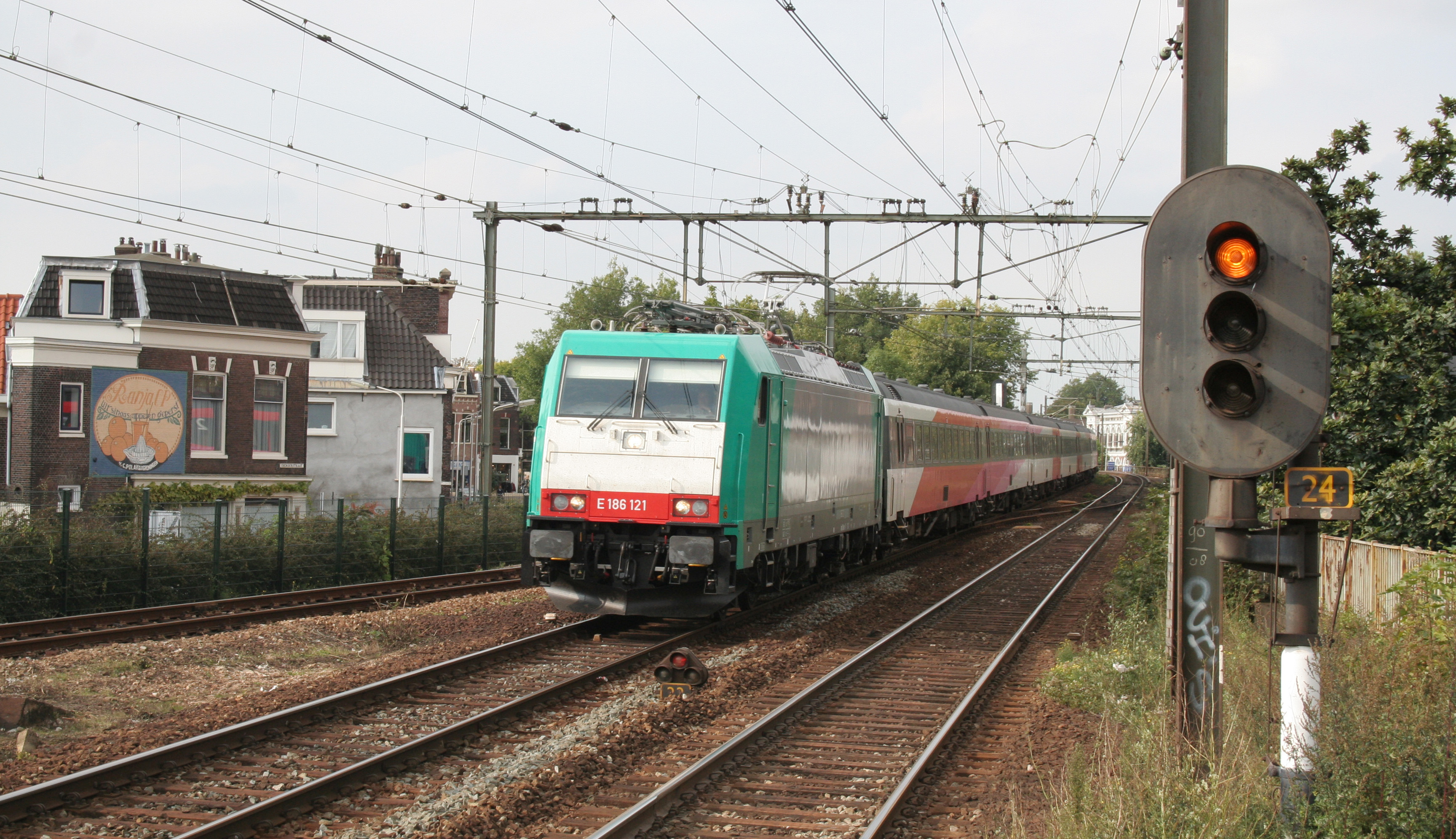
Een Beneluxtrein getrokken door de 186 121 bij doorkomst door het oude station Delft.

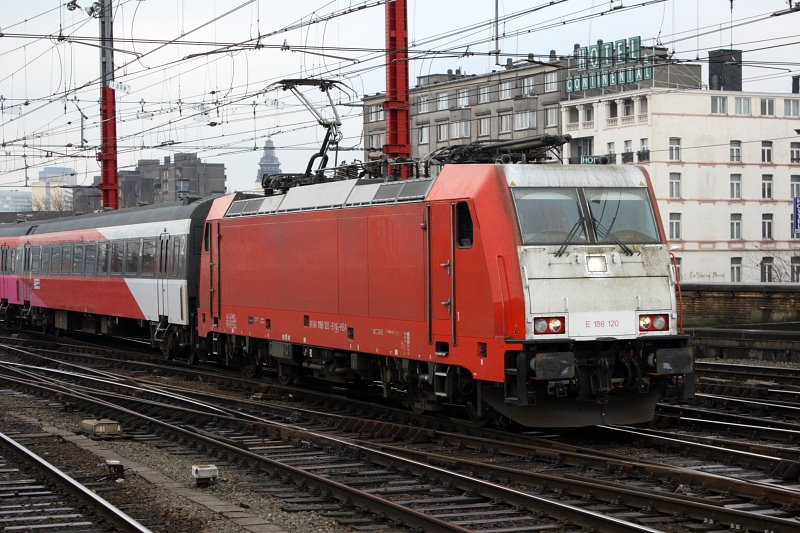
Een NS Hispeed TRAXX-loc (E186 120) te Brussel-Noord.

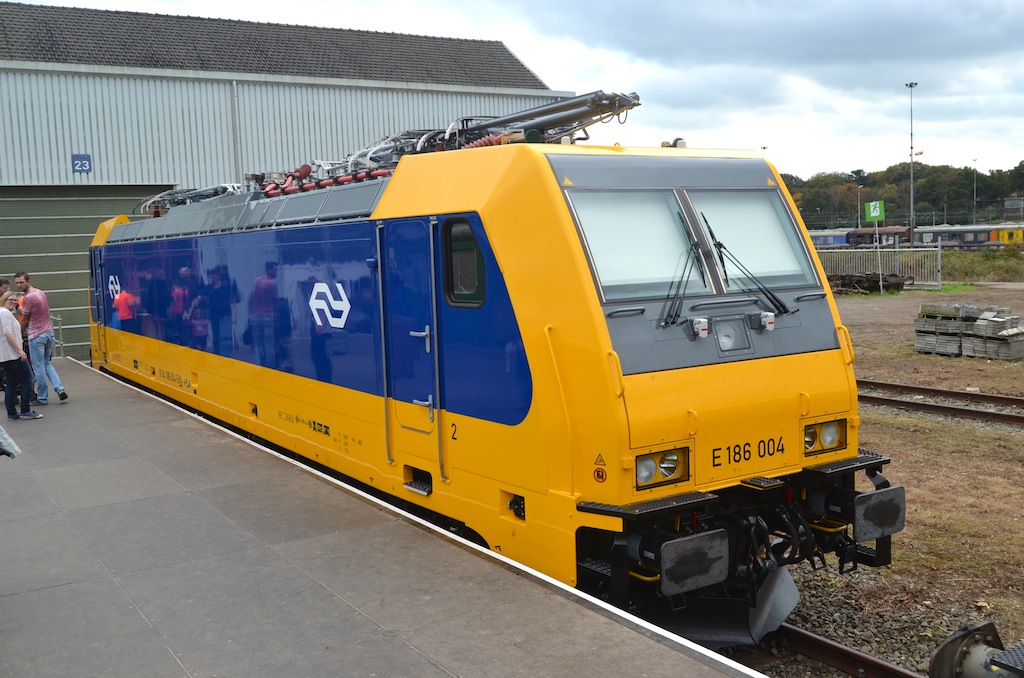
NS E 186 004 op de Spoorparade Amersfoort, oktober 2014.

Deze is een doorontwikkeling van de F 140 MS, eveneens een vierspanningslocomotief. Recent bestelde Deutsche Bahn (DB) 20 locomotieven van de serie 186 voor het goederenvervoer dat wordt uitgevoerd door het bedrijfsonderdeel DB Schenker Rail.
Angel Trains was de eerste operator die 35 locomotieven van dit type bestelde. Deze bestaat in feite uit drie subreeksen: de E186 101 tot E186 110 (10 locs), geschikt voor Duitsland, Oostenrijk, Italië, Zwitserland en Nederland; de E186 111 tot E186 125 (15 locs), geschikt voor België en Nederland; en de E186 126 tot E186 135 (10 locs), geschikt voor Duitsland, Oostenrijk en Polen. Van de 15 locomotieven van de tweede subreeks (111-125) worden er twaalf verhuurd aan NS Hispeed, die ze zal inzetten op de HSL-Zuid en sinds augustus 2008 in beperkte dienst op de Beneluxtrein ter vervanging van de verouderde reeks 11 van de NMBS en drie aan de NMBS, die met twee van deze locs de pendeltrein (met drie I11-rijtuigen) zal omkaderen, die de verbinding tussen station Antwerpen-Centraal en station Noorderkempen op de HSL 4 zal verzorgen. Deze locomotieven werden in België hernummerd in de reeks 28 als reserve. De locomotieven van NS Hispeed werden in het najaar van 2008 in voorzien van een nieuw kleurpatroon met rode flanken en een wit front, wat ze moet onderscheiden van de standaard kleurstelling van Angel Trains, die gebruikt wordt op de reeks 28 van de NMBS.
Angel Trains bestelde daarna nog meer locomotieven van deze reeks, met een totaal van 105, waarvan 40 locomotieven bijkomend worden verhuurd aan de NMBS, die ze zal gebruiken in de goederendienst eveneens in de reeks 28 genummerd 2804 / 2843. Bombardier kreeg verder nog bestellingen van CB Rail (35 locs), Euro Cargo Rail (20 locs), BLS (10 locs) als Re 486 en Veolia Transport (9 locs). Ook ITL Benelux heeft inmiddels 4 van deze locomotieven in operationele dienst rijden.
Het voordeel van deze locomotieven is het geluid in de cabine, het grootste nadeel is de onbetrouwbaarheid van het geïnstalleerde beveiligingssysteem.

### F 140 DC2
Voor de Spaanse spoorwegonderneming Renfe werd een gelijkspanningslocomotief ontwikkeld, die intern sterk verschilt van de F 140 DC. Ondanks de grotere spoorbreedte van het Spaanse spoorwegnet kreeg deze loc dezelfde carrosserie als de andere TRAXX 3-locomotieven. Renfe plaatste een bestelling van 100 locomotieven, waarvan de eerste in 2008 reeds geleverd werden. Deze locomotieven zijn ook bekend onder het reeksnummer Renfe S.253.

### F 160 DC2
Voor de Italiaanse spoorwegonderneming FS werd een gelijkspanningslocomotief ontwikkeld, die intern sterk verschilt van de F 160 DC. Voor Trenitalia Cargo werden 42 locomotieven besteld die een maximale snelheid van 160 km/h kunnen rijden met goederentreinen en maximale snelheid van 200 km/h met personentreinen. Deze locomotieven zijn ook bekend onder het reeksnummer FS E.483.

### P 160 DC2
Op 21 april 2010 werd bekend dat de Poolse spoorwegmaatschappij Koleje Mazowieckie (KM) in totaal 11 locomotieven van het type P 160 DC2 hebben besteld ter vervanging van oudere type locomotieven. Deze locomotieven zullen in de zomer van 2011 worden geleverd voor het gebruik met de 37 dubbeldeksrijtuigen die reeds in 2009 werden geleverd.

## TRAXX DE

### F 140 DE

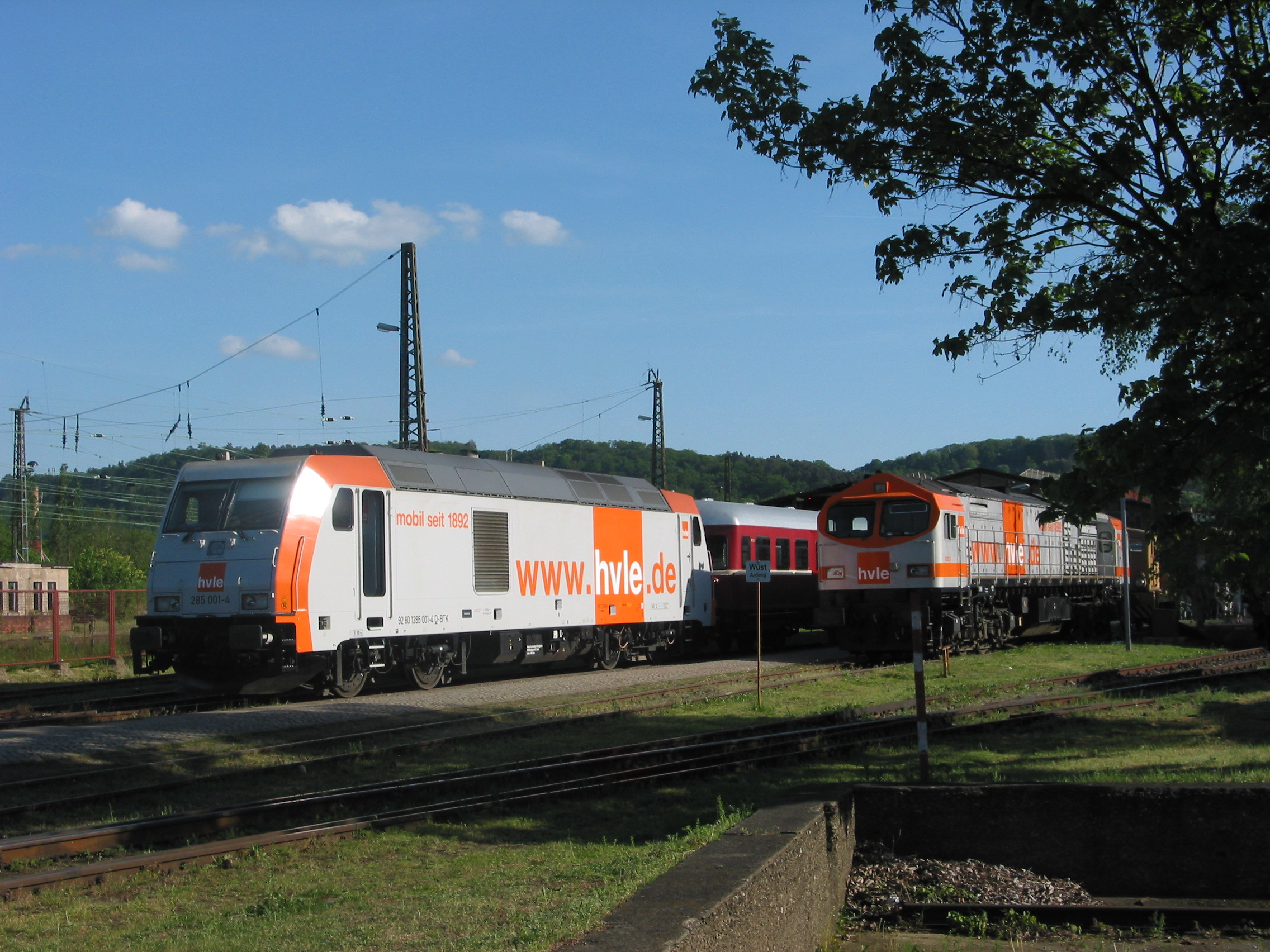
Bombardier 285 001 en 330 03 Blue Tiger van de Havelländischen Eisenbahn GmbH (HVLE) in Blankenburg (Harz)

De TRAXX F 140 DE is een dieselelektrische locomotief speciaal ontworpen voor het goederenvervoer op niet geëlektrificeerde trajecten. CBRail bestelde 10 locomotieven van dit type, bestemd voor verhuur. De locomotief is in Duitsland ook bekend als BR 285. De eerste locomotief werd begin augustus 2007 bij onder meer door de HVLE op de Rübelandbahn ingezet. De maximumsnelheid van deze locomotief is 140 km/h.
Op 5 december 2008 plaatste SNCF Fret een order voor 45 TRAXX F 140 DE locomotieven ter waarde van 160 miljoen euro. De order bevat een optie van 35 locomotieven. Deze locomotieven zullen als BB 76000 ingezet worden.
Niedersachsen Nahverkehrsgesellschaft bestelde voor het verhuren 11 locomotieven van dit type. De locomotief is in Duitsland ook bekend als BR 246. De eerste locomotief werd begin augustus 2007 bij ingezet bij de Metronom Eisenbahngesellschaft op het traject Lehrte - Cuxhaven. De maximumsnelheid van deze locomotief is 160 km/h.

### P 160 DE ME
Op 18 april 2011 werd bekend dat de DB Regio AG een raamovereenkomst met Bombardier te hebben gesloten voor de levering van 200 locomotieven van het type P 160 DE ME. Later zijn deze locs bekend komen te staan als Baureihe 245. 
De afkorting ‘ME’ staat voor Multi-Engine en houdt in dat deze locomotieven voorzien van vier kleine dieselmotoren in plaats van één grote. De dieselmotoren zijn van het type Caterpillar CAT C18 ACERT en de dynamo's van het type TSA TGPW 60-30-8. 

## Andere TRAXX locomotieven
Bombardier ontwikkelde uit het TRAXX-platform nog een aantal andere types, die zich duidelijk van de TRAXX-familie onderscheiden.

### H 80 AC
Een zware locomotief. Ze worden uitsluitend per twee, rugwaarts gekoppeld, gebruikt voor het slepen van zware ertstreinen. Deze loc werd gebouwd op vraag van de Zweedse spooronderneming Malmtrafikk (MTAB) / (MTAS). Deze zijn ook bekend als IORE locomotieven.

### P 160 DCP
Deze locomotief is sterk verwant met de TRAXX-familie, maar heeft slechts één stuurcabine. Hij werd gebouwd voor Trenitalia voor gebruik in het personenvervoer. In Italië is deze locomotief ook bekend onder het reeksnummer E464.

### S 350 AC
Een ontwikkeling van Talgo in samenwerking met Bombardier voor een hogesnelheidstrein in Spanje (maximale snelheid 350 km/u). Deze locomotieven zijn ook bekend als Renfe S-102 of als Talgo 350.

### S 250 MS
Een ontwikkeling van Talgo samen met Bombardier voor een hogesnelheidstrein. Deze locomotieven zijn voorzien van een installatie om de spoorbreedte te veranderen, zodat zowel het hogesnelheidsnet (normaalspoor) als het gewone spoorwegnet in Spanje (breedspoor) kan bereden worden. Deze zijn bij Renfe ook bekend als reeks S-130.

### F 120 MS
Eveneens een ontwikkeling voor de Russische Spoorwegen (RZD) als Type 2EV120. Het prototype werd op 19 augustus 2015 voorgesteld. De elektrische locomotieven zijn geschikt voor 25 kV 50 Hz en 3 kV DC en een voorziening voor last-mile met dieselmotor met een opbrengst van 500 kW.

## Foto's

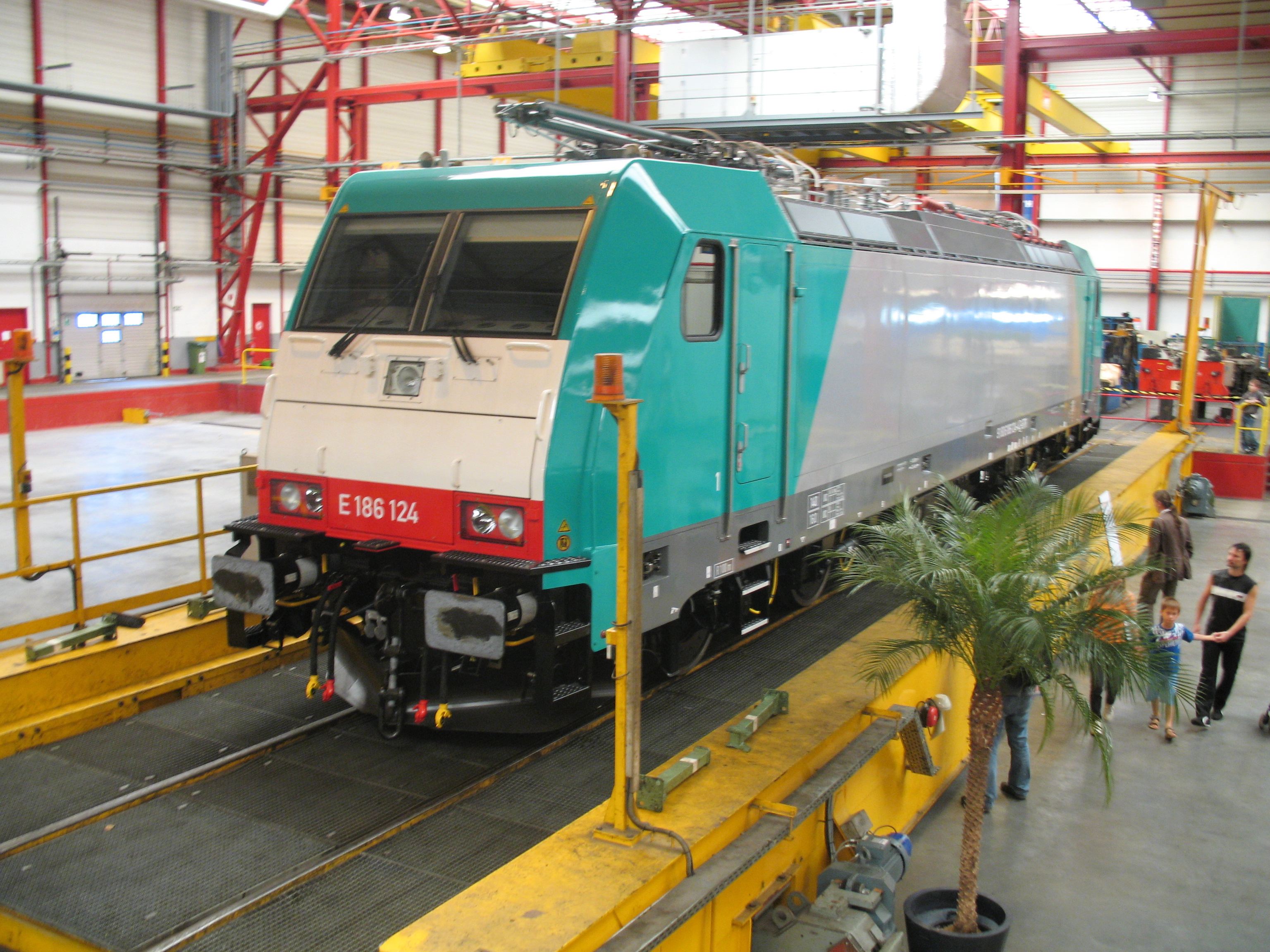
TRAXX E186 124 in de tractiewerkplaats Antwerpen-Noord
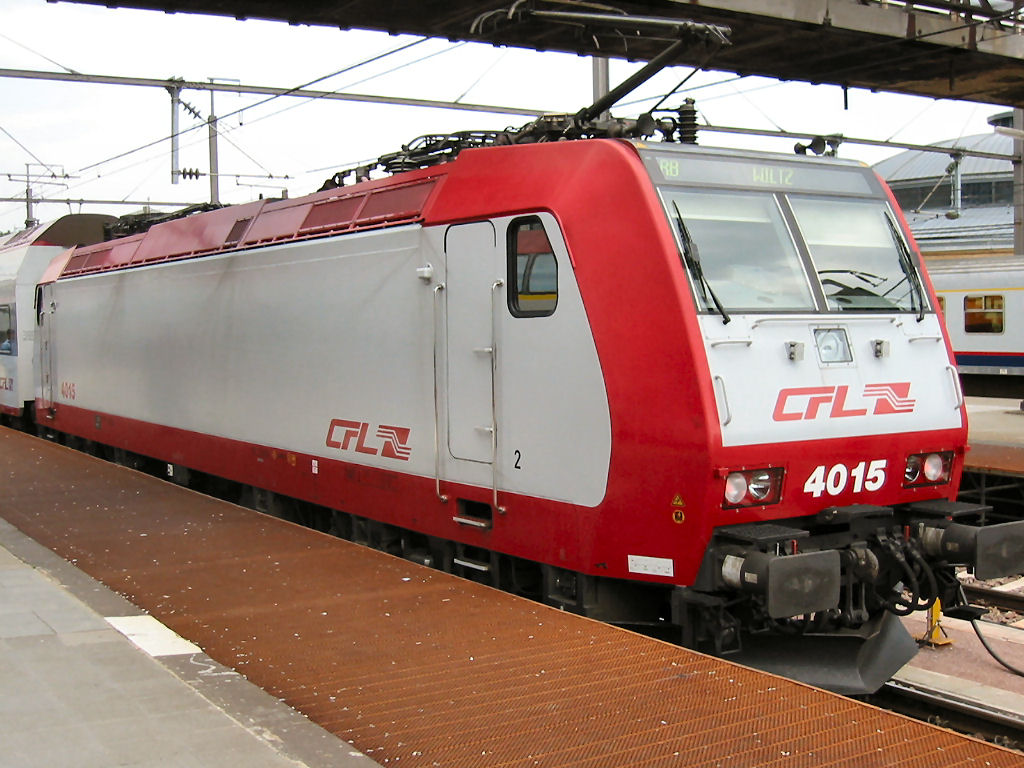
CFL 4015 in het station van Luxemburg
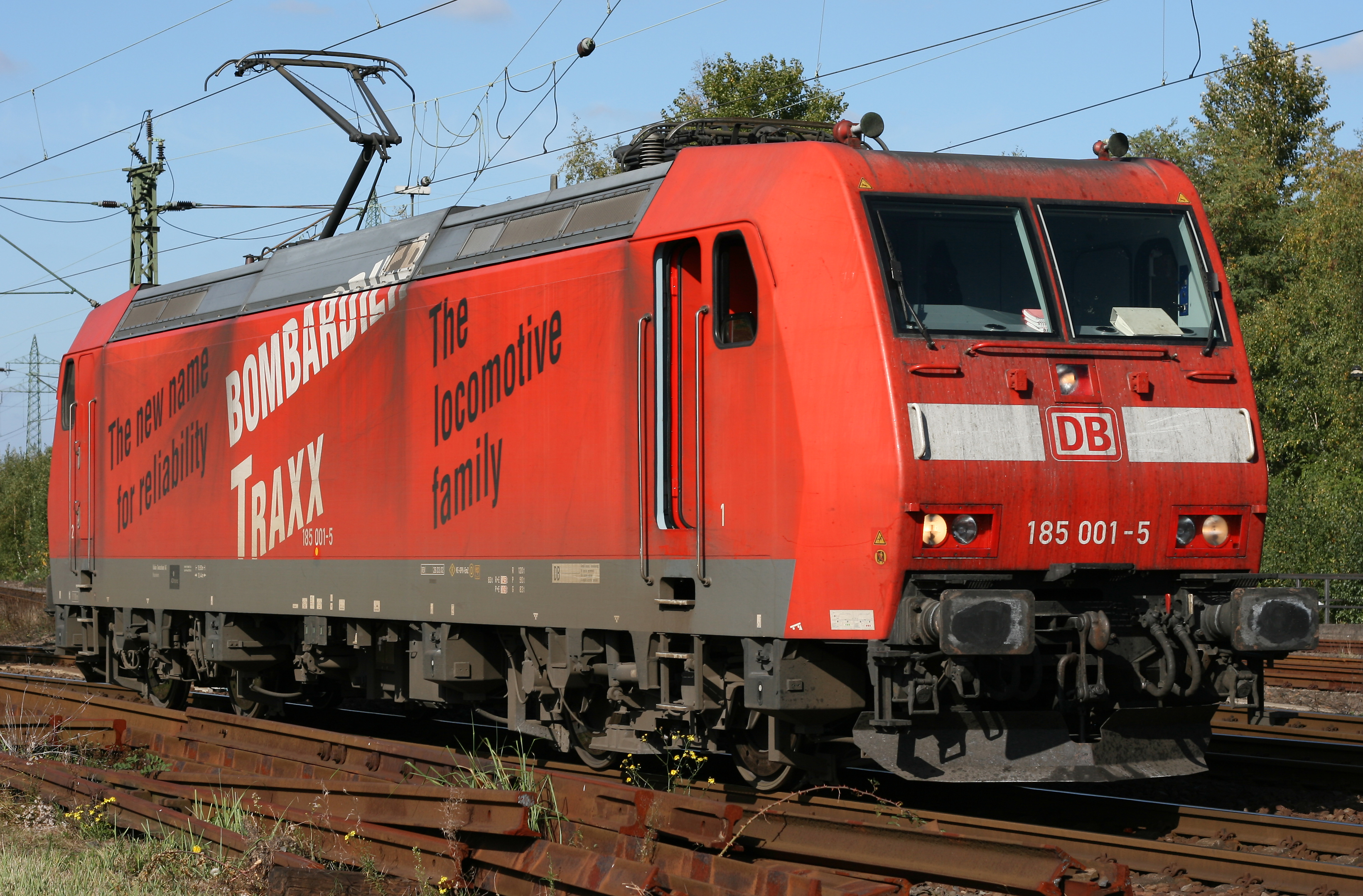
DB 185 001-5 in het vormingsstation Gremberg